# Stephen Manu
Stephen Manu (n. Kumasi, 21 de enero de 1985) es un futbolista ghanés que juega para el Champasak FC de la Ghana Football Leagues.

## Biografía
Empezó jugando en el Asante Kotoko FC, donde jugó hasta 2010. En 2010 fichó por el New Edubiase United FC, con quien ganó la Copa de Ghana en 2012 tras ganar al Ashanti Gold SC por 1-0. Al acabar la temporada fichó por un año por el Real Tamale United. En 2013 volvió al New Edubiase United FC, donde jugó hasta 2015, año en el que fichó por el Champasak FC de Laos.

## Selección nacional
Jugó con la selección de fútbol de Ghana en el Campeonato Africano de Naciones de 2009, donde disputó la final y quedó subcampeón. También jugó en el Campeonato Africano de Naciones de 2011.

### Participaciones con la selección
| Torneo                                  | Sede            | Resultado     |
| --------------------------------------- | --------------- | ------------- |
| Campeonato Africano de Naciones de 2009 | Costa de Marfil | Subcampeón    |
| Campeonato Africano de Naciones de 2011 | Sudán           | Primera ronda |

## Clubes
| Club                   | País  | Año         |
| ---------------------- | ----- | ----------- |
| Asante Kotoko FC       | Ghana | ¿? - 2010   |
| New Edubiase United FC | Ghana | 2010 - 2012 |
| Real Tamale United     | Ghana | 2012 - 2013 |
| New Edubiase United FC | Ghana | 2013 - 2015 |
| Champasak FC           | Laos  | 2015 - 2016 |
| Techiman City FC       | Ghana | 2016 -      |